# Beatnik
Pour les articles homonymes, voir Beatnik (homonymie).
Le mot beatnik apparaît pour la première fois le 2 avril 1958 sous la plume de Herb Caen dans le journal San Francisco Chronicle, afin de dénigrer la Beat Generation et ses adeptes, quelques mois après la publication de Sur la route, le roman-manifeste du mouvement écrit par Jack Kerouac.
Bien que les écrivains beat aient rejeté le terme comme étant "péjoratif", il a été adopté et largement diffusé par les médias américains, qui l'ont appliqué à un stéréotype de jeunes se distinguant par leur façon de s'habiller et de se soigner, devenu à la mode, et l'ont associé à une attitude encline à la paresse, à la débauche sexuelle, à la violence, au vandalisme et aux bandes de délinquants. Avec le temps, le terme a fini par être appliqué sans distinction, tant au stéréotype qu'aux artistes de la Beat Generation et à leurs disciples.
Les beats et les beatniks s'effacent dans la seconde moitié des années 1960, plongés dans des mouvements contre-culturels tels que ceux incarnés par les hippies, le rock, la révolution sexuelle, les mouvements pour les droits civiques et contre la guerre du Viêt Nam. En dehors des États-Unis, les deux termes beat et beatnik étaient utilisés comme synonymes, sans percevoir le sens parodique du second.

## Histoire

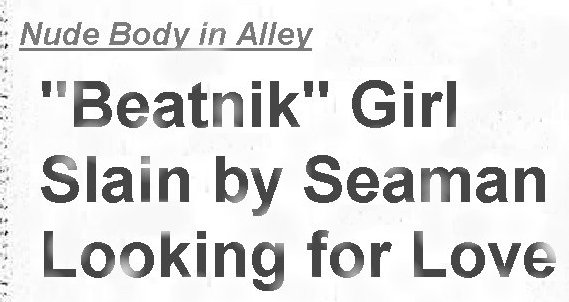
Titre d'une couverture du San Francisco Chronicle de juin 1958 à propos d'un meurtre.

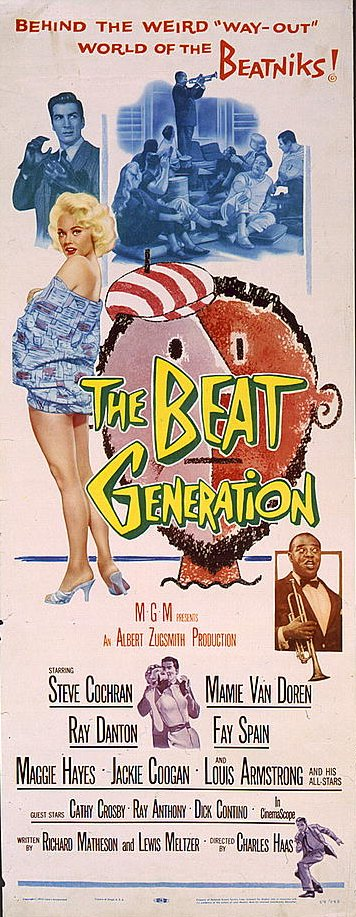
Affiche du film The Beat Generation (Les Beatniks) (1959) avec Louis Armstrong.

Le mot beatnik apparaît pour la première fois le 2 avril 1958 sous la plume de Herb Caen dans le journal San Francisco Chronicle. Il désigne alors de façon péjorative les membres de la génération beat.

## Étymologie
Le mot beat désignait depuis le XIXe siècle un vagabond du rail voyageant clandestinement à bord des wagons de marchandises. Peu à peu ce mot a pris le sens que lui ont donné les jazzmans noirs : beat en est venu à signifier une manière de traverser la vie. Être beat devint « être foutu, à bout de souffle, exténué ». Le « beat » (« pulsation ») est aussi le « rythme » en musique (jazz).
Le terme beatnik, forgé à partir du mot beat et du nom du satellite russe Sputnik, était initialement péjoratif en cherchant à faire croire que les beats étaient une communauté de communistes illuminés en pleine période de maccarthysme. Jack Kerouac a toujours rejeté le terme de beatniks qui sera pourtant repris par une partie de la génération hippie[Quoi ?].

## Stéréotype
Dans ses mémoires, Personnages secondaires, Joyce Johnson a décrit comment le stéréotype a été absorbé dans la culture américaine :
« "Beat Generation" sold books, sold black turtleneck sweaters and bongos, berets and dark glasses, sold a way of life that seemed like dangerous fun—thus to be either condemned or imitated. Suburban couples could have beatnik parties on Saturday nights and drink too much and fondle each other’s wives »
— Joyce Johnson.
        
« La "Beat Generation" vendait des livres, des chandails à col roulé noir et des bongos, des bérets et des lunettes noires. Elle vendait un mode de vie qui semblait dangereux et amusant, et qui devait donc être condamné ou imité. Les couples de banlieusards pouvaient avoir le samedi des soirées beatnik, où ils pouvaient s'enivrer et caresser les épouses des uns des autres. »

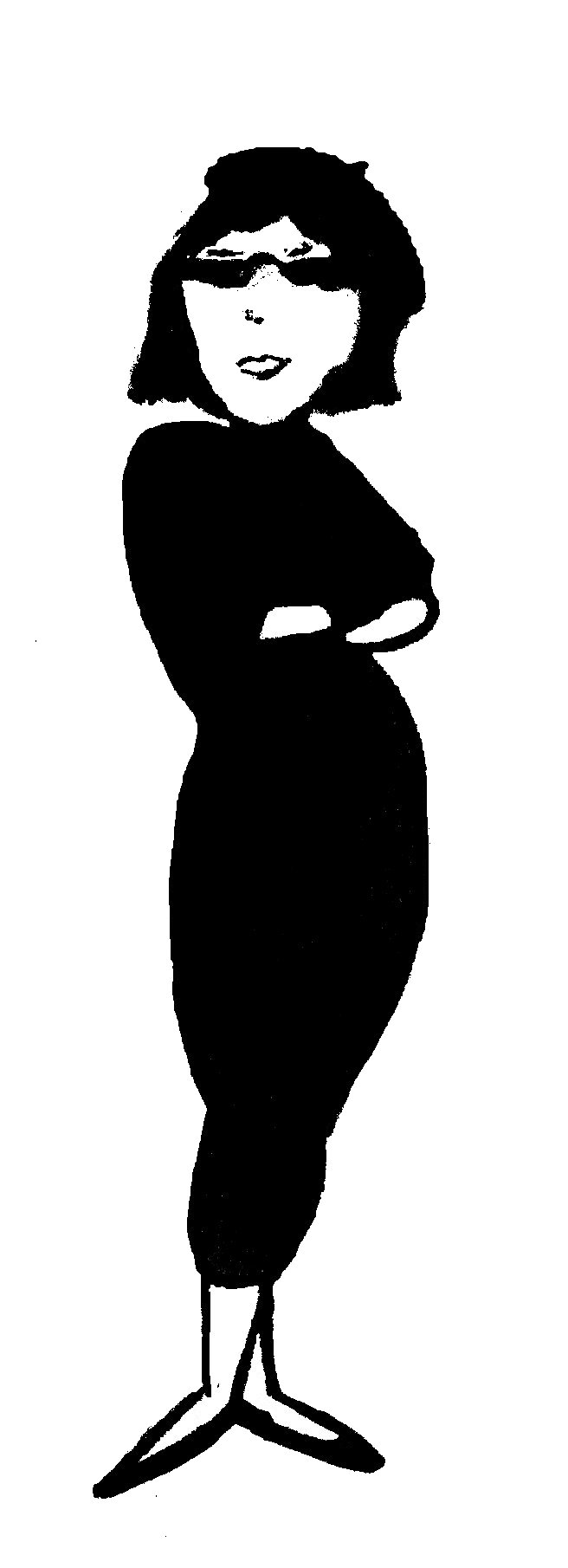
Stéréotype d'une femme beatnik.
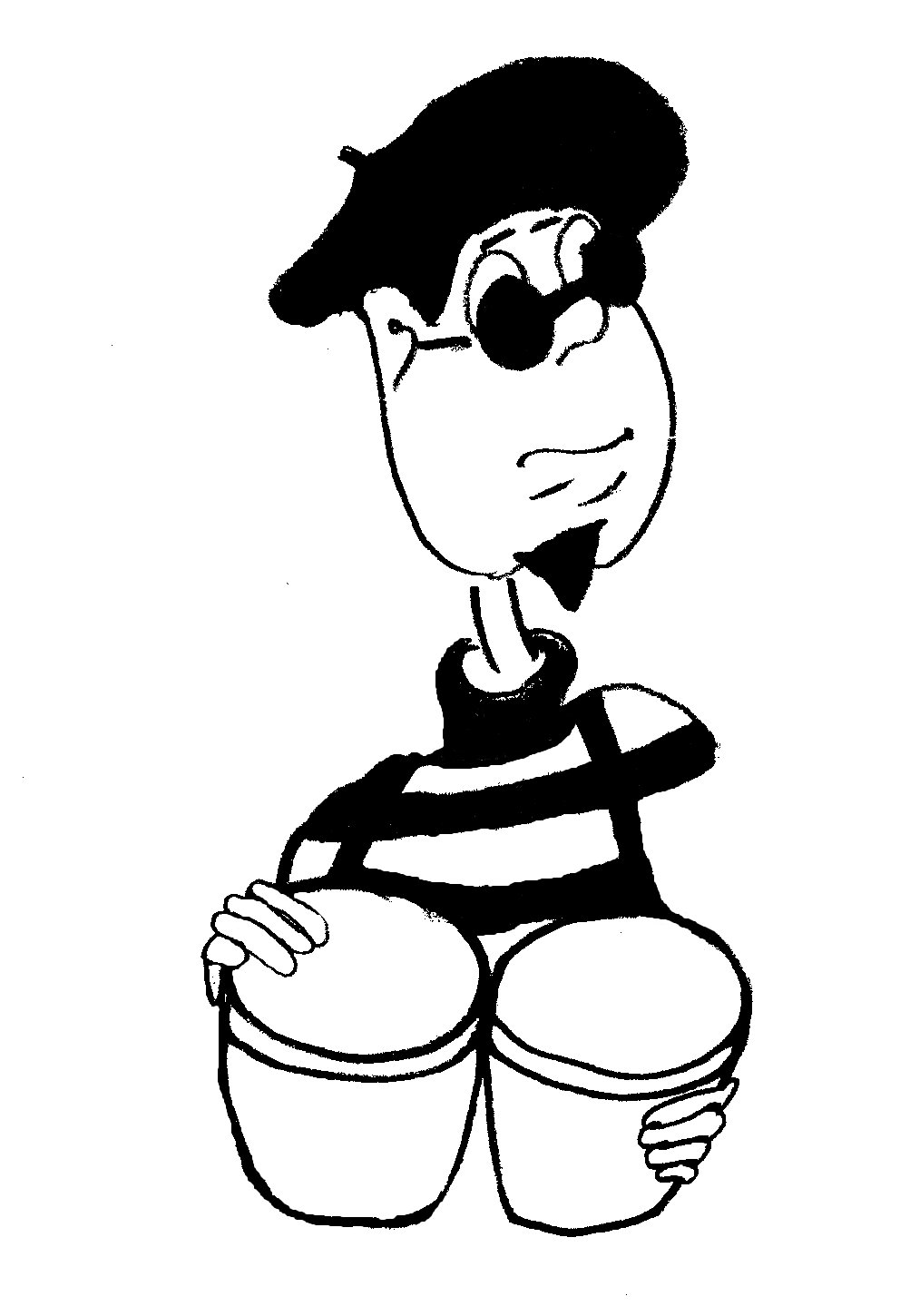
Stéréotype d'un homme beatnik.

## Discographie
- Les Beatnicks, 1966, 45 tours, chant : Michel Sardou, paroles : Patrice Laffont, compositeur : Jacques Revaux
- Salut Beatnik, 1967, chanson de Léo Ferré (parole et musique, album Barclay).